# Východná Vysoká
Východná Vysoká (2429 m) je turisticky přístupný vrchol v hlavním hřebeni Vysokých Tater na Slovensku s nádherným kruhovým rozhledem na nejvyšší tatranské vrcholy.

## Popis
Východná Vysoká leží v hlavním hřebeni Vysokých Tater. Z vrcholu vybíhají tři hřebeny:
- západní hřeben je součástí hlavního hřebene Vysokých Tater; spadá do sedla Poľský hrebeň; po tomto hřebeni vede žlutá turistická cesta
- severní hřeben je rovněž součástí hlavního hřebene Vysokých Tater; spadá do sedla Prielom
- jihovýchodním hřebenem začíná rozsocha Slavkovského štítu

## Výstupové turistické trasy
Nejkrásnější výstup můžete podniknout po modré z Lysé Poľany na hranicích s Polskem Bielovodskou dolinou, která je nejdelším údolím na severní straně pohoří a je jediným údolím alpského typu v Tatrách.
Zprvu se jedná o příjemnou lesní cestu, v závěru údolí trasa pokračuje strmými výstupy až do sedla Poľský hrebeň a odtud již vede cesta na vrchol. Výstup trvá v průměru 6 - 7 hodin. Ze sedla je možné pokračovat Velickou dolinou k horskému hotelu Sliezsky dom, nebo můžete přes sedlo Prielom dojít ke Zbojnické chatě a dále po modré až na Hrebienok.

## Kruhový rozhled z vrcholu
Východná Vysoká poskytuje jeden z nejkrásnějších a nejúplnějších rozhledů ve Vysokých Tatrách. Na následující fotografii jsou zleva patrné: Vysoká a Rysy (úplně vlevo v pozadí), Svišťový štít (s kotlem v popředí), Belianské Tatry (čtyři vrcholky zcela v pozadí) a skupina Ľadový štít, Pyšný štít a Lomnický štít. Před nimi je hřeben Javorového vrchu končící výraznou špicí Prostredného hrotu. Vpravo od Velké Studené doliny ční ostrý hřeben Bradavice se Slavkovským štítem v pozadí a dále vpravo za Velickou dolinou výrazný masiv Gerlachovského štítu (zcela na okraji vpravo je opět Vysoká).

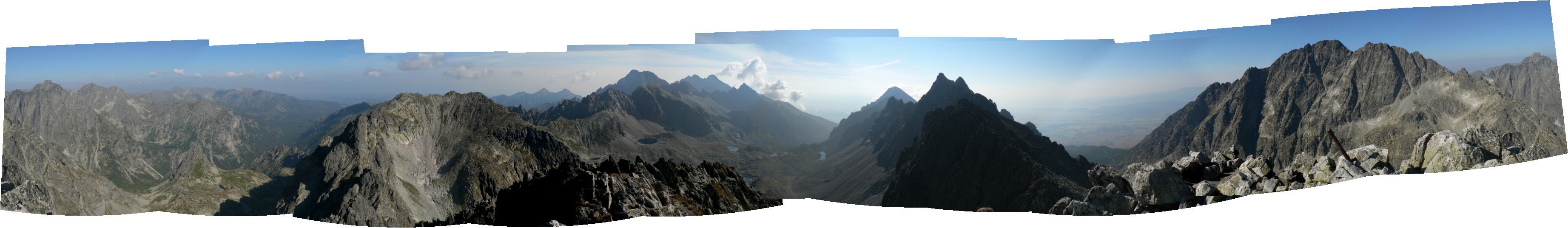
Kruhové panoráma z vrcholu Východné Vysoké